# Des amours, désamour
Pour plus de détails, voir Fiche technique et Distribution.
Des amours, désamours est une comédie romantique française réalisée par Dominic Bachy et sortie en 2017.

## Fiche technique
- Titre : Des amours, désamour
- Réalisation : Dominic Bachy
- Scénario : Dominic Bachy et Matthieu Chevallier
- Musique : Hervé Cohen, Stéphane Naty, Pauline Maserati et Raphael Ballamy
- Montage : Amaury Albert
- Photographie : Mostefa Bahtit
- Producteur : Didier Lheritier, Dominic Bachy, Abdallah Behih, François-Xavier Héberlé-Ripart, Vincent Deshayes, Amaury Albert, Matthieu Chevallier, Badr-Eddine Ait-Lamine et Yann Moaligou
- Production : D Films
- Distribution : Les Films à Fleur de Peau
- Pays :  France
- Durée : 95 minutes
- Dates de sortie :
  - France : 15 février 2017

## Distribution
- Anthony Delon : François
- Linda Hardy : Julie
- Denis Maréchal : Paul
- Rebecca Hampton : Catherine
- Noémie Kocher : Luna
- Gilles Lemaire : Stan
- Monika Ekiert: Karen
- Bartholomew Boutellis : Theo
- Joy Esther : Manon
- Grace de Capitani : La mère de Manon
- Jean-Christophe Bouvet : Le père de Manon
- François-Éric Gendron : Édouard
- Anaïs Tellenne : Morgane
- Audrey Chauveau : Carla
- Olivier Pagès : Ami de Stan
- Alexia Degrémont : Amie de Catherine
- François Bureloup : Anatole
- Ambre Ferrante : Vendeuse au lovestore
- Caroline Le Quang : Amie de Manon